# Hans-Georg Petersen
Hans-Georg Petersen (* 20. August 1946 in Kiel) ist ein deutscher Ökonom.

## Leben
Petersen studierte Volkswirtschaftslehre an der Christian-Albrechts-Universität zu Kiel (Diplom-Volkswirt, 1973). 1977 wurde er zum Dr. sc. pol. promoviert. Danach war er Heisenberg- und DFG-Stipendiat. Er arbeitete von 1978 bis 1980 am Institut für Weltwirtschaft. 1983 habilitierte er sich.
Danach übernahm er eine Professur an der Universität Linz. Von 1985 bis 1995 war er Professor an der Justus-Liebig-Universität Gießen. Zuletzt war er Ordinarius an der Universität Potsdam. Weiterhin hatte er zahlreiche Gastprofessuren in u. a. Moskau, Wisconsin, Łódź, Belgrad, Montpellier und Sydney inne. Er war Mitherausgeber von Fachzeitschriften wie Applied Economics Quarterly und Vierteljahreshefte zur Wirtschaftsforschung.
Seit 2001 ist er Forschungsprofessor für das Deutsche Institut für Wirtschaftsforschung und als Berater tätig. Petersen ist u. a. Mitglied des International Institute of Public Finance und des Vereins für Socialpolitik.
Er war Mitunterzeichner des eurokritischen Manifests Die währungspolitischen Beschlüsse von Maastricht: Eine Gefahr für Europa (1992) und des Hamburger Appells (2005).

## Schriften (Auswahl)
- Personelle Einkommensbesteuerung und Inflation. Eine theoretisch-empirische Analyse der Lohn- und veranlagten Einkommensteuer in der Bundesrepublik Deutschland. Lang, Frankfurt am Main 1977, ISBN 3-261-02330-9.
- Sicherheit der Renten? Die Zukunft der Altersversorgung. Physica-Verlag, Würzburg 1981, ISBN 3-7908-0507-6.
- Wer trägt die Einkommensteuerlast? Kohlhammer, Stuttgart 1988, ISBN 3-17-010296-6.
- Sozialökonomik. Kohlhammer, Stuttgart 1988, ISBN 3-17-010442-X.
- Ökonomik, Ethik und Demokratie. Zu einer Theorie der Effizienz und Gerechtigkeit offener Gesellschaften. Nomos, Baden-Baden 1993, ISBN 3-7890-2979-3.
- Finanzwissenschaft I. 3. Auflage, Kohlhammer, Stuttgart 1993, ISBN 3-17-012638-5.
- mit Stefan Anton, Christhart Bork: Mischfinanzierungen im deutschen Länderfinanzausgleich. Zur Problematik von Gemeinschaftsaufgaben, Finanzhilfen und Geldleistungsgesetzen. Shaker, Aachen 2000, ISBN 3-8265-8148-2.